# جو گارنر
جوزف الن "جو" گارنر (انگلیسی: Joseph Alan "Joe" Garner؛ زادهٔ ۱۲ آوریل ۱۹۸۸) یک بازیکن فوتبال اهل بریتانیا است.